# Polina Gelman
Polina Vladimirovna Gelman, ryska: Поли́на Влади́мировна Ге́льман, ukrainska: Поли́на Володи́мирівна Ге́льман, född 24 oktober 1919 i Berdytjiv, död 25 november 2005 i Moskva, var en officer i det sovjetiska flygvapnet.